# Tribunal Constitucional (Austria)
El Tribunal Constitucional de Austria (Verfassungsgerichtshof Österreich, en alemán, abreviado VfGH) es el órgano previsto en la Constitución austríaca de 1920 encargado de evaluar la constitucionalidad de la legislación, garantizar los derechos constitucionales de los ciudadanos y velar por el orden federal de Austria.

## Organización
El órgano de toma de decisiones del Tribunal Constitucional es el Plenario (Plenum), que está formado por 14 jueces nombrados por el presidente, una parte de los cuales son elegidos por el Gobierno federal (presidente, vicepresidente y seis miembros más) y la otra es elegida por el Parlamento federal, de forma paritaria entre cada una de las Cámaras (tres miembros cada Cámara). Hay además seis suplentes que pueden sustituir a los jueces titulares en caso de enfermedad o incompatibilidad (conflicto de intereses) con un determinado caso a tratar. Los casos de menor envergadura jurídica pueden ser abordados en un comité reducido del Plenario (kleine Besetzung).
El Tribunal cuenta también con una Oficina de Documentación (Evidenzbüro) y una Oficina Administrativa (Geschäftsstelle) que facilitan las tareas burocráticas del órgano.
La sede del Tribunal Constitucional se encuentra en Viena.

## Regulación
El Tribunal Constitucional es un órgano constitucional, cuyas funciones y organización básica se encuentran definidas en el capítulo VI de la Constitución Federal (Bundes-Verfassungsgesetz, B-VG, arts. 137-148) de 1920. La Ley federal del Tribunal Constitucional (VfGG) de 1953 completa y desarrolla las previsiones constitucionales respecto a la organización y funcionamiento del Tribunal.

## Funciones y funcionamiento
El Tribunal Constitucional presenta una doble naturaleza, de la que se derivan las siguientes atribuciones:
- Por un lado, como vigilante de las instituciones, el Tribunal vela porque el funcionamiento de los órganos federales y estatales se adecúe a las leyes, haciendo efectiva la responsabilidad jurídica de estos órganos en caso de incumplimiento (artº. 142 de la Constitución). En particular, ejerce como última instancia en materia electoral (artº. 141 de la Constitución) y última instancia de recursos contra normas administrativas. También arbitra en los conflictos de competencias entre los niveles de administración federal y estatal, así como en los conflictos jurisdiccionales distintos Tribunales (Kompetenzkonflikt).

- Por otro lado, como garante constitucional, garantiza el respeto a los derechos constitucionales por parte de los poderes públicos y asegura la adecuación a la Constitución de las leyes y decretos aprobados a nivel federal y estatal, así como de los tratados internacionales aprobados por el Consejo Nacional (Nationalrat en alemán, Cámara baja o de diputados). El Tribunal actúa en estas ocasiones como legislador negativo.

### Apelación
El Tribunal Constitucional no puede actuar de oficio, sino por apelación de alguna de las partes contempladas en la legislación. Tras la reforma constitucional de 1975, pueden apelar al Tribunal Constitucional en contra de una norma:
- El Tribunal Administrativo (Verwaltungsgerichtshof).
- El Tribunal Supremo Federal (Oberster Gerichtshof).
- El Gobierno federal y los gobiernos estatales.
- Un tercio de los diputados del Nationalrat (Cámara baja o de diputados) o del Bundesrat (Consejo Federal, cámara alta o "senado").
- Cualquier ciudadano que demuestre que una determinada norma afecta a sus derechos constitucionales, tras haber recurrido a las instancias inferiores.